# Малайзійський рингіт
Малайзійський рингіт (малай. Ringgit, дос. «зазубрений»; код валюти: MYR, символ: RM) — офіційна валюта Малайзії. Поділяється на 100 сенів. В обігу знаходяться монети номіналом 5, 10, 20 і 50 сенів та банкноти 1, 5, 10, 20, 50 і 100 рингітів. Усі банкноти прикрашені на лицьовій стороні портретом першого верховного правителя Малайзії Туанку Абдул Рахмана. На звороті зображено — залежно від номіналу — архітектурні споруди, транспортні засоби, виробничі сцени тощо
Слово рингіт іноді також використовується в Малайзії для позначення сінгапурського або брунейського долара.

## Валютний курс
З 1990 року найбільше знецінення рингіта було зафіксоване у 1997 внаслідок азійської фінансової кризи. Після цього було прийнято рішення про фіксацію обмінного курсу на рівні 3,8 рингіта відносно долара США. Плаваючий курс був відновлений у липні 2005. Станом на 3 червня 2025, валютний курс малайзійського рингіта (за даними МВФ, ЄЦБ та НБУ) становить 4,25 рингіт за 1 долар США, 4,839 рингіт за 1 євро та 0,1019 рингіта за 1 гривню (9,817 гривень за 1 рингіт).

Графік валютного курсу відносно долара США (к-сть MYR за один USD)